# Еклесија
Еклесија је назив за народну скупштину у античкој Атини. Њу су чинили сви слободни атински грађани. У најстаријем периоду није имала значајнију улогу у управљању Атином. Од Перикловог времена, еклесија преузима одлучујућу улогу у политичком животу Атине. У њој је свако могао да изнесе своје мишљење о било ком питању или да предложи неки закон. Гласало се јавно, дизањем руке, а тајном гласању се прибегавало у ретким случајевима. Бирала је сваке године 10 стратега, додељивала је грађанска права и судила у случају тешких преступа.